# 獅子宮
獅子宮（拉丁语：Leo）是占星术黃道十二宮之第五宮，指的是出生日期為大暑後至處暑前，約為每年7/23~8/22；天文學對應的星座是獅子座。獅子宮的附庸星（也門占星學）為冥王星，代表冥王星的軌道及冥王星之心。而在密宗占星學中，獅子宮的神秘守護星及層次守護星為太陽（在西方占星術中屬於入廟）。

## 符號及象徵

獅子座的天文符號

獅子宮的符號為♌，代表獅子的頭及尾巴，守護星為太陽，亦代表人的心臟及青年前期，代表色為金色。冥王星是獅子宮的擢升守護星（與也門占星學的附庸星相同）。
獅子宮与白羊宮及射手宮都屬於占星學中依照亞里士多德時期認為構成宇宙的四元素說的四分類法中的火象星座，意象為火焰中部，最明亮溫暖；是占星學中三分類法，主導（又稱本位）、固定、變動中的固定星座；是占星學中二分類法，陽、陰中的陽性星座。對反星宮是寶瓶宮。

### 符號編碼
獅子宮符號編碼記載於雜項符號。
- U+264C ♌ LEO